# Os Comanches
Os Comanches é uma tribo carnavalesca da cidade de Porto Alegre no Rio Grande do Sul, Brasil.

## História
A S.R.B.C.T.C. Os Comanches foi fundada em 10 de outubro de 1959. Conquistou o título de "Doutor em Carnaval" por ter vencido seis vezes consecutivas o concurso de tribos (1980-1985). É uma das duas únicas entidades a ter recebido o troféu Ariovaldo Alves Paz por ter conseguido conquistar seis vezes seguidas o carnaval, fato que ocorreu também em 1985. Tem como sua concorrente no concurso de tribos os Guaianazes. Sua sede é a "Taba de Urupá".

## Enredos
| 1990                              | Vice-campeã | Tribos | A festa não acabou                                                                            | [ 2 ]                |
| 1991                              | Vice-campeã | Tribos | Tema para Janançai                                                                            | [ 2 ]                |
| 1992                              | Campeã      | Tribos | A festa da moça nova                                                                          | [ 2 ]                |
| 1993                              | Campeã      | Tribos | A lenda de Canãa.                                                                             | [ 2 ]                |
| 1994                              | Vice-campeã | Tribos | Só os mortos não regressam.                                                                   | [ 2 ]                |
| 1995                              | 3º lugar    | Tribos | Oiana - Povo de Pena Branca.                                                                  | [ 2 ]                |
| 1996                              | Vice-campeã | Tribos | Esta terra já tem dono.                                                                       | [ 2 ]                |
| 1997                              | Campeã      | Tribos | Uma história de amor na terra das grandes quedas.                                             | [ 2 ]                |
| 1998                              | Campeã      | Tribos | Dos altos, dos rios, dos ventos - Comanches na terra das águas que sobem.                     | [ 2 ]                |
| 1999                              | 3º lugar    | Tribos | O Triste Fim dos Ibiraiaras em Campos de Neve.                                                | [ 2 ]                |
| 2000                              | Campeã      | Tribos | Esta terra ainda tem dono: 500 anos de Terra Brasilis.                                        | [ 4 ] [ 1 ] [ 5 ]    |
| 2001                              | Campeã      | Tribos | Saga das Amazonas.                                                                            | [ 6 ] [ 7 ]          |
| 2002                              | Campeã      | Tribos | Patititi, a cidade que jorra ouro                                                             | [ 8 ] [ 9 ]          |
| 2003                              | Campeã      | Tribos | As histórias e lendas da grande tribo Tupinambá.                                              | [ 10 ] [ 11 ]        |
| 2004                              | Campeã      | Tribos | As palavras do cacique Seattle.                                                               | [ 12 ] [ 13 ]        |
| 2005                              | Campeã      | Tribos | O Guerreiro Ubirajara conta: O amor foi mais forte.                                           | [ 14 ] [ 15 ]        |
| 2006                              | Campeã      | Tribos | Dinaí, a princesa das águas.                                                                  | [ 16 ] [ 17 ]        |
| 2007                              | Campeã      | Tribos | Uma história Guarani.                                                                         | [ 18 ] [ 19 ] [ 20 ] |
| 2008                              | Campeã      | Tribos | A sentença de Águia Amarela.                                                                  | [ 21 ] [ 22 ]        |
| 2009                              | Campeã      | Tribos | Os Comanches vem a Porto Alegre conhecer Caingangs e juntos comemoram 50 anos de avenida.     | [ 23 ] [ 24 ] [ 25 ] |
| 2010                              | Campeã      | Tribos | A 1ª Missa na Ilha de Santa Cruz                                                              | [ 26 ] [ 27 ]        |
| 2011                              | Campeã      | Tribos | A saga de um povo, os últimos índios Charruas                                                 | [ 28 ] [ 29 ]        |
| 2012                              | Vice-campeã | Tribos | O sonho de Paraguassu                                                                         | [ 30 ] [ 31 ]        |
| 2013                              | Campeã      | Tribos | Lenda do Muiraquitã'                                                                          | [ 32 ] [ 33 ]        |
| 2014                              | Campeã      | Tribos | O sonho de Sãçaraí                                                                            | [ 34 ] [ 35 ]        |
| 2015                              | Campeã      | Tribos | Saterés Mawés a Lenda dos Filhos do Guaraná                                                   | [ 36 ] [ 37 ]        |
| 2016                              | Campeã      | Tribos | Caiuá o Guardião da Floresta e a Pedra Encantada de Tupã                                      | [ 38 ] [ 39 ]        |
| As Tribos não desfilaram em 2017. |             |        |                                                                                               |                      |
| Desfile cancelado em 2018.        |             |        |                                                                                               |                      |
| 2019                              | Convidada   | Tribos | Um Tema para Lino e Jacira                                                                    | [ 43 ]               |
| 2020                              | Convidada   | Tribos | As origens                                                                                    | [ 44 ]               |
| Desfile cancelado em 2021.        |             |        |                                                                                               |                      |
| 2022                              | Convidada   | Tribos | Comanches, iluminados por Jaci, celebra a erva mate na Porto Alegre de todas as tribos        | [ 46 ]               |
| 2023                              | Convidada   | Tribos | Comanches, nos Caminhos das matas, revive os tempos de amor da bebida sagrada da Jurema       | [ 47 ]               |
| 2024                              | Convidada   | Tribos | Nos Encantos das Matas e das Flores, os Comanches Vivem a História da Mais Bela Flor, Açucena | [ 48 ]               |

## Títulos
| Títulos da Tribo Os Comanches | Títulos da Tribo Os Comanches | Títulos da Tribo Os Comanches | Títulos da Tribo Os Comanches |
| ----------------------------- | ----------------------------- | ----------------------------- | --- |
| Categoria                     | Categoria                     | Títulos                       | Anos |
|                               | Tribos                        | 33                            | 1967, 1971, 1974, 1975, 1980, 1981, 1982, 1983, 1984, 1985, 1987, 1988, 1989, 1992, 1993, 1997, 1998, 2000, 2001, 2002, 2003, 2004, 2005, 2006, 2007, 2008, 2009, 2010, 2011, 2013, 2014, 2015, 2016. |

## Prêmios
Estandarte de Ouro
- 2010: Bateria, porta-estandarte, harmonia, enredo, fantasia, evolução, alegorias, comissão de frente, bandeirista, bailarino e bailarina, interprete, encenação, diretor de carnaval e presidente.[50]
- 2013: Bateria, harmonia, enredo, hino, fantasia, evolução, alegorias, porta-estandarte , bailarina, bailarino, bandeirista, intérprete, melhor ala, diretor de carnaval e melhor presidente.[51]
- 2016: Bateria, fantasia, ala, evolução, comissão de frente, ala de passo marcado, bandeirista e presidente.[52]